# Landschaftszerschneidung

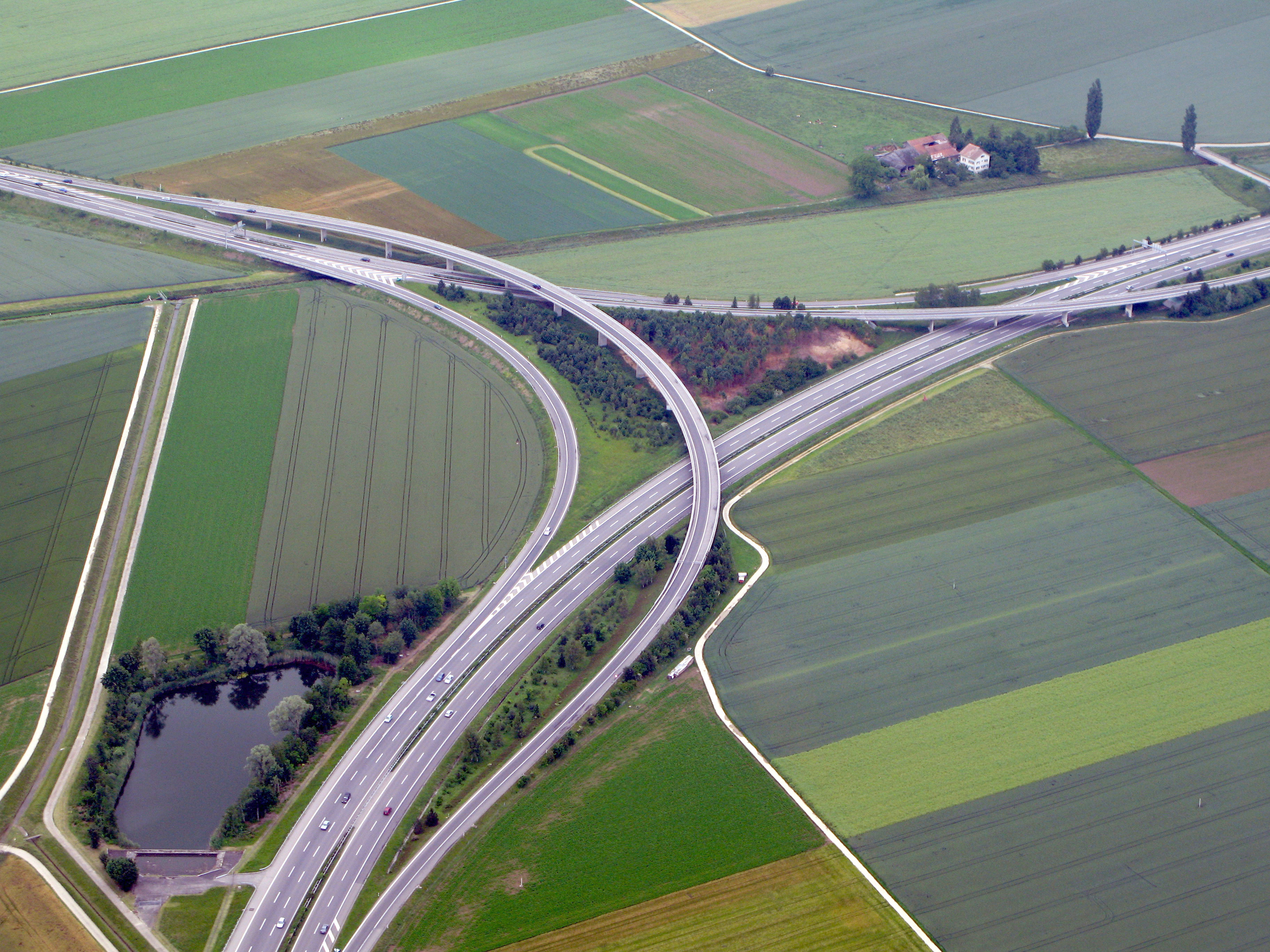
Landschaftszerschneidung durch Verkehrsinfrastruktur – hier ein Autobahndreieck bei Lausanne

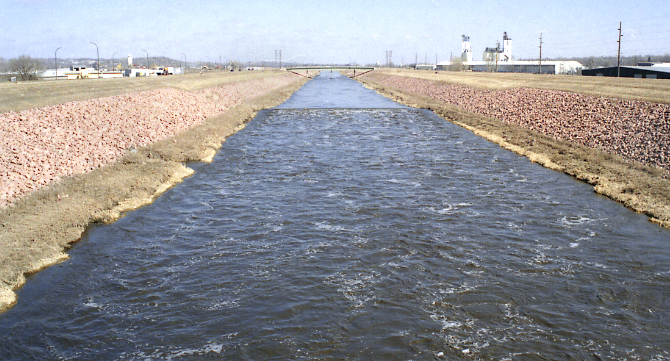
Begradigte Flüsse mit Dämmen sind für Tiere oft nur schwer überwindbar

Die meist synonym gebrauchten Begriffe Landschafts-, Freiraum- oder Flächenzerschneidung bezeichnen die räumliche Trennung von Landschaftselementen und/oder gewachsenen ökologischen Zusammenhängen in der Fläche. Sie ist nicht mit der (Landschafts-)Zersiedelung zu verwechseln, die aber auch eine trennende Wirkung entfalten kann. Die Landschaftszerschneidung ist neben der Ausweitung von bebauten Siedlungsflächen vor allem durch Verkehrswege (Straßen, Bahntrassen, Kanäle) und andere Infrastrukturelemente (z. B. Hochspannungsleitungen, Zäune) bedingt.

## Auswirkungen auf Flora und Fauna
Verkehrswege und landschaftszerschneidende Elemente wirken für viele Tier- und Pflanzenarten als „Barrieren“ und führen zur Habitatfragmentierung, das heißt, sie verkleinern, zerteilen und isolieren deren Lebensräume. Die Zerschneidung und Fragmentierung der Landschaft gilt als wesentliche Ursache für den Rückgang von Tier- und Pflanzenarten und die Gefährdung der Artenvielfalt (Biodiversität). In ökologisch besonders hochwertigen und sensiblen Gebieten, die eine überdurchschnittliche Dichte schutzwürdiger Biotope oder überdurchschnittliche Vorkommen landesweit gefährdeter Tier- und Pflanzenarten aufweisen, wirkt sich die Zerschneidung diesbezüglich besonders gravierend aus.
Die Zerschneidung hat zur Folge, dass Tier- und Pflanzenpopulationen voneinander getrennt werden. Je nach Breite der Trennung kann es zu erschwerten Kontakten bis zu einer völligen Isolierung kommen. Die verbleibenden Flächen können sich als zu klein für den Fortbestand einer Art erweisen. Je nach Art des Lebewesens wirken sich Breite und Art der Trennung verschieden aus. Für Kriechtiere können sich bereits schmale Wege als unüberwindliche Schneisen erweisen.

## Sonstige Auswirkungen
Die Landschaftszerschneidung durch Verkehrsschneisen, z. B. auf Dämmen oder in Gräben, oder durch Siedlungsbänder, hat nicht nur negative Folgen für Fauna und Flora, sondern auch für das Kleinklima. Die Bauwerke stellen Hindernisse dar, die Kalt- bzw. Frischluftschneisen trennen, umleiten oder zumindest behindern und bremsen. Die Zerschneidung hat darüber hinaus negative Wirkungen auf den Wasserhaushalt, das Landschaftsbild und den Erholungswert.

## Ausmaß und Entwicklung

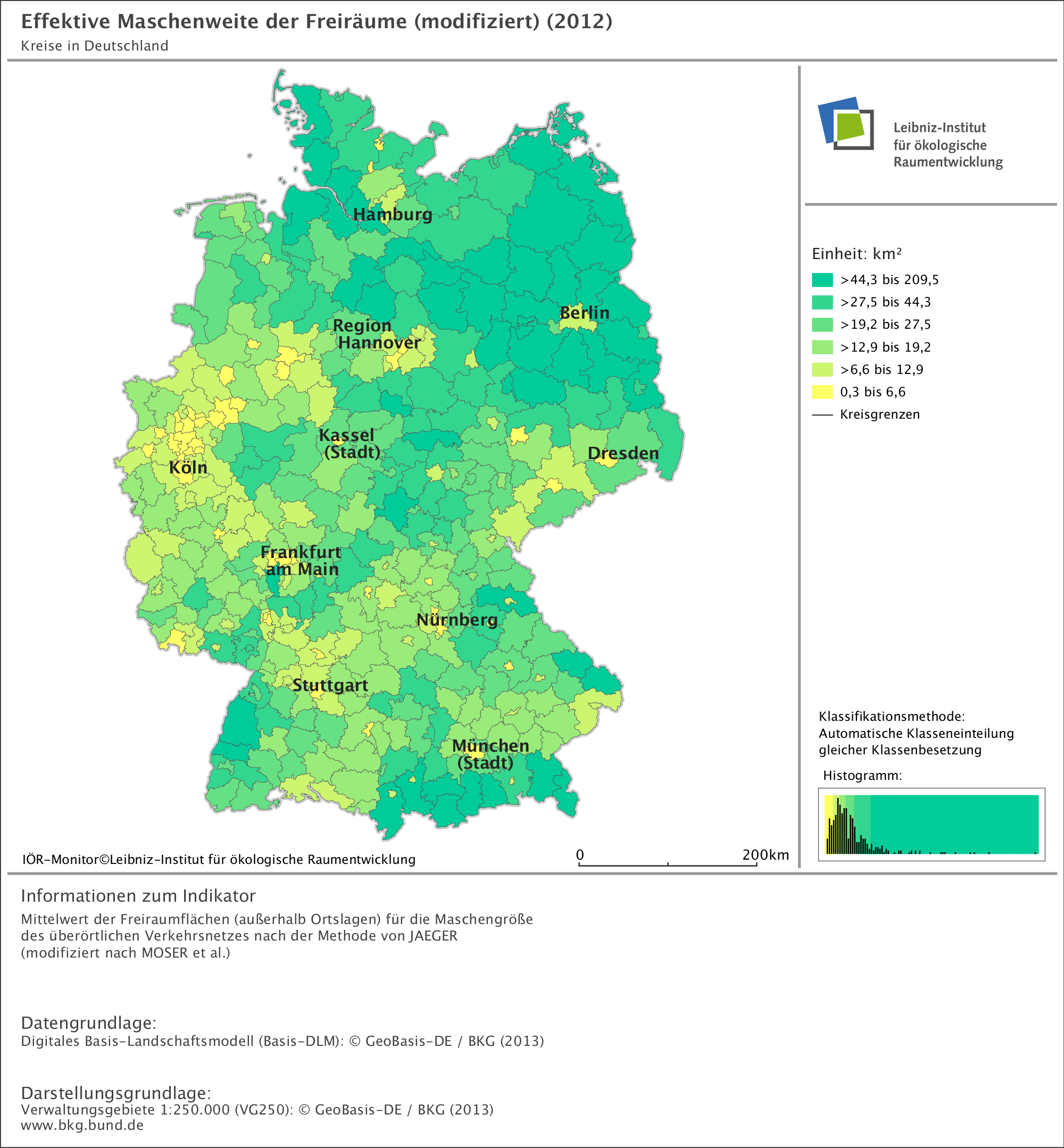
Je höher der Wert für die effektive Maschenweite, desto geringer ist die Landschaft in diesem Gebiet zerschnitten. Geringe Werte sind erwartungsgemäß in dünnbesiedelten Regionen zu finden, wie die Karte des IÖR-Monitor zeigt.

Das Ausmaß der Landschaftszerschneidung wird durch Ermittlung und Kartierung der effektiven Maschenweiten ermittelt.
Die Messgröße „effektive Maschenweite“ wurde von Jaeger (1999) entwickelt und ist dafür geeignet, die Zerschneidung von Gebieten unterschiedlicher Gesamtgröße bzw. mit unterschiedlichen Anteilen an Siedlungs- und Verkehrsfläche zu vergleichen. Dabei wird die Flächengröße der unzerschnittenen Räume in das Verhältnis zur Gesamtfläche gesetzt. Mit dieser Methode kann ermittelt werden, ob sich zwei beliebig in einem Gebiet liegende Punkte nach der Zerteilung des Gebietes noch in derselben Teilfläche befinden. Die effektive Maschenweite kann demnach also auch proportional zur Wahrscheinlichkeit interpretiert werden, dass zwei zufällig ausgewählte Punkte in demselben unzerschnittenen Freiraum liegen.
Eine effektive Maschenweite mit dem Wert 0 bedeutet, dass ein Gebiet vollständig von Straßen durchzogen oder durch Siedlungen bebaut ist. Hohe Werte werden erreicht, wenn Gebiete von wenigen oder gar keinen trennenden Elementen durchzogen sind. In diesem Fall entspricht der Wert der Flächengröße des jeweiligen Gebietes. Lebensräume mit hoher effektiver Maschenweite sind zum Beispiel die Alpenregion, die Elbemündung und die angrenzenden Schleswig-Holsteinischen Marschen sowie das Nordbrandenburgische Platten und Hügelland.
Der Zerschneidungsgrad wird hauptsächlich von der Bevölkerungsdichte und der Topografie beeinflusst. Unter den unzerschnittenen Freiräumen kommt den großflächig unzerschnittenen Gebieten mit einer Größe von mehr als 100 km² eine besondere Bedeutung für den Erhalt der Artenvielfalt und die Sicherung der Naturgüter Boden, Wasser, Luft und Klima zu. Hinsichtlich der Artenvielfalt ist insbesondere von Belang, dass in unzerschnittenen Räumen dieser Größe ein genetischer Austausch von Tier- und Pflanzenarten noch vergleichsweise ungestört möglich ist.
Die Analyse der langfristigen Entwicklung z. B. in Baden-Württemberg ergab, dass der Zerschneidungsgrad im Zeitraum von 1930 bis 1998 stark gestiegen ist und der Wert der effektiven Maschenweite entsprechend stark abgenommen hat. Der durchschnittliche Landeswert nahm von 22,9 km² auf 13,7 km² ab (Rückgang von 40 %). Demnach ist die Anzahl der unzerschnittenen Freiräume über 100 km² von 11 (4,2 % der Landesfläche) im Jahr 1930 auf 6 (2,1 % der Landesfläche) im Jahr 1998 zurückgegangen, wobei ab 1989 hinsichtlich Zahl und Gesamtfläche kein Rückgang mehr zu verzeichnen ist.
Die Entwicklung der Landschaftszerschneidung in Deutschland wird im Rahmen verschiedener Monitoringprogramme beobachtet, beispielsweise im Rahmen der Länderinitiative Kernindikatoren oder des Monitors der Siedlungs- und Freiraumentwicklung (IÖR-Monitor).

## Situation in Deutschland
Im IÖR-Monitor werden bundesweit Indikatoren zur Landschaftszerschneidung (z. B. unzerschnittene Freiräume > 50 km² und > 100 km² sowie effektive Maschenweite) bereitgestellt. Als Zerschneidungselemente des Freiraums werden dabei die Trassen des überörtlichen Verkehrsnetzes (Straße und Schiene) angesehen. So zählen neben allen Kreis- und höher klassifizierten Straßen auch alle sich in Betrieb befindenden zwei- und mehrgleisigen Bahnstrecken sowie elektrifizierte eingleisige Strecken zu den Elementen, die zur Zerschneidung einer Landschaft führen.

### Unzerschnittene Freiräume

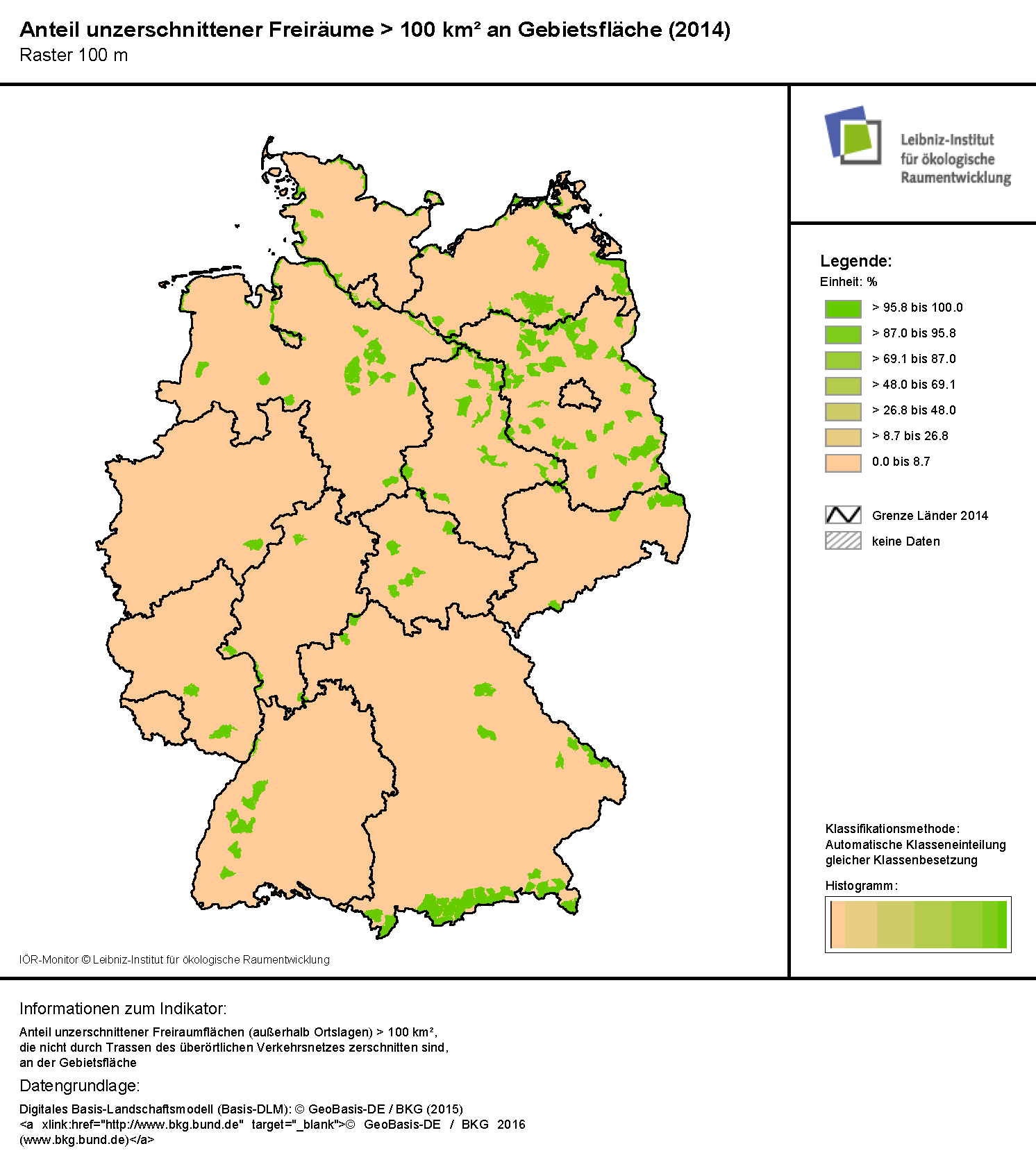
Die Karte des IÖR-Monitor zeigt den Anteil unzerschnittener Freiräume >100 km²

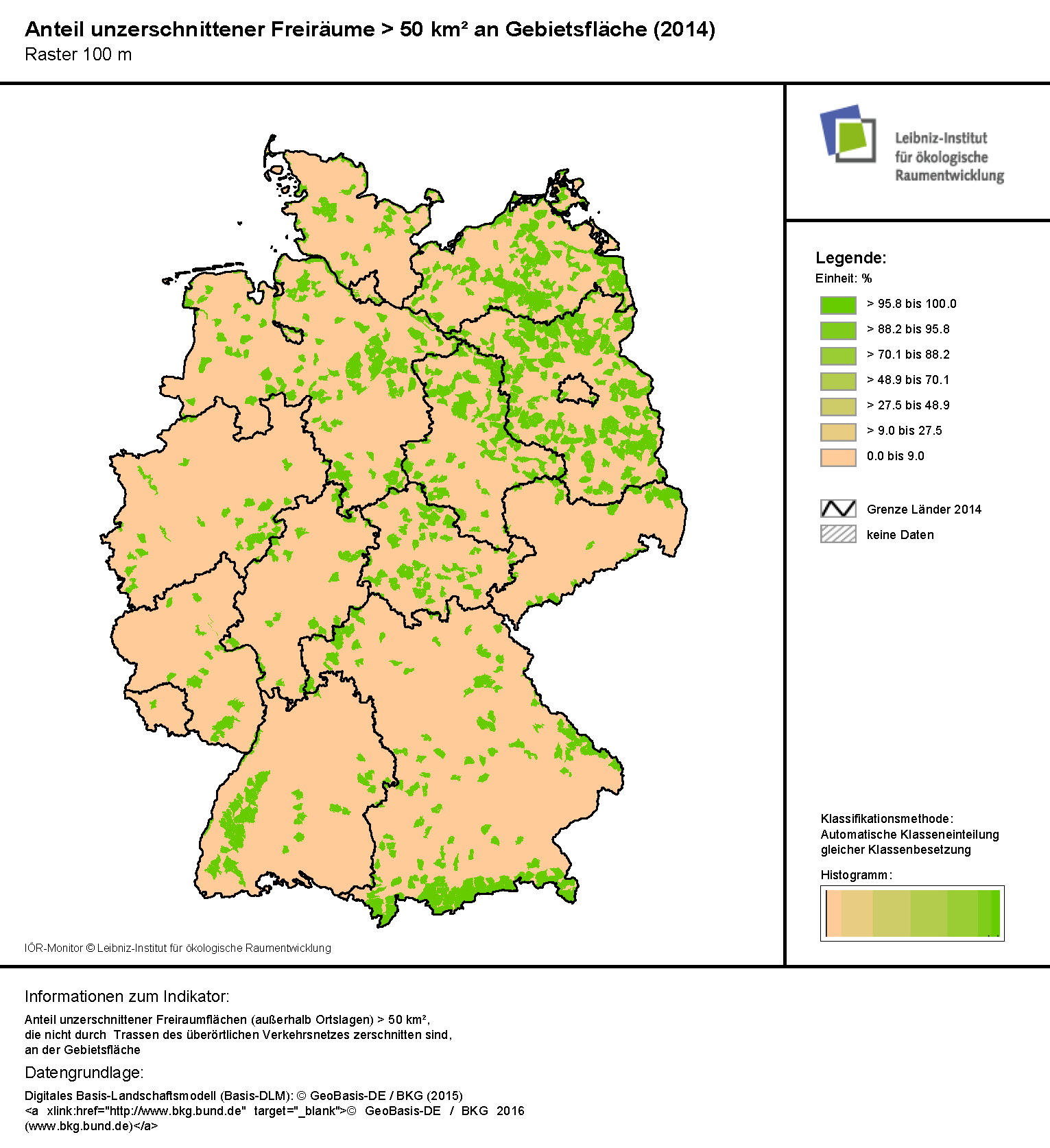
Die Karte des IÖR-Monitor zeigt den Anteil unzerschnittener Freiräume >50 km²

Es zeigt sich, dass relativ hohe Werte – also eine geringe Beeinflussung der Landschaft durch Zerschneidungen – dort vorkommen, wo die Gebiete am dünnsten besiedelt sind und somit eine geringere Dichte von Trassen des überörtlichen Verkehrs aufweisen. Aus ökologischer Sicht ist dies positiv zu bewerten. Dies betrifft vor allem die nordöstlichen Bundesländer, die Gebiete an der Tideelbe unterhalb von Hamburg bis zur Mündung in die Nordsee, die Lüneburger Heide, den Schwarzwald, den Bayerischen Wald sowie den Alpenraum in unterschiedlicher Ausprägung. Der Landkreis mit dem höchsten Anteil unzerschnittener Freiräume ist Garmisch-Partenkirchen (79,21 % für Freiräume > 100 km²). Die Bundesländer mit dem größten Flächenanteil an unzerschnittenen Freiräumen sind Bremen (Anteil unzerschnittener Freiräume > 100 km² an Gebietsfläche: 31,9 %) und Brandenburg (Anteil unzerschnittener Freiräume > 50 km² an Gebietsfläche: 39,27 %).
Aus Naturschutzsicht ist es alarmierend, dass besonders kleine Werte – also eine hohe Beeinflussung der Freiraumfunktionen durch Zerschneidungen – nicht nur in (kreisfreien) Großstädten und Agglomerationsräumen auftreten, wo man sie erwarten würde, sondern auch in weniger dichtbesiedelten Landkreisen. Etwa 30 % aller Gebietseinheiten besitzen keinen Anteil mehr an unzerschnittenen Freiräumen größer als 50 km². Bei den ökologisch besonders wertvollen Gebieten von über 100 km² sind es etwa 66 %. Positiv ist allerdings zu bemerken, dass der Anteil unzerschnittener Freiflächen über 100 km² seit 2008 im Bundesdurchschnitt stabil geblieben ist.

### Unzerschnittene verkehrsarme Räume (UZVR)
Mit der Bewertung der Landschaftszerschneidung allein durch Verkehrswege wurde der Begriff des Unzerschnittenen verkehrsarmen Raumes eingeführt. Ein UZVR ist ein mindestens 100 km² großes Gebiet, das nicht von Straßen (Autobahnen, Bundes-, Landes- und Kreisstraßen) ab einer Verkehrsstärke von 1.000 Fahrzeugen pro Tag, mindestens zweigleisigen oder eingleisigen elektrifizierten Bahnstrecken sowie Kanälen mit dem Status einer Bundeswasserstraße durchquert wird. Die Grenze von 100 km² wurde gewählt, weil innerhalb dieser Fläche akustisch und visuell weitgehend ungestörte Tageswanderungen unternommen werden können (Erholungsvorsorge). Die Verkehrsbelastung der Straßen wird durch rechnerische Modellierungen bestimmt, die jedoch in größeren Abständen durch Zählungen überprüft und kalibriert werden müssen.
Im Jahr 2015 machten unzerschnittene, verkehrsarme Räume 23,5 % der Landfläche Deutschlands aus. Ziel der Bundesregierung ist es, den Anteil bei 25,4 % zu halten.

## Gegenmaßnahmen
Seit einigen Jahren wird versucht, durch so genannte Tierquerungshilfe, wie Grünbrücken über und Amphibientunnel unter Straßen, die Auswirkungen der Landschaftszerschneidung abzumildern. Allerdings könnte nur der Verzicht auf weitere landschaftszerschneidende Baumaßnahmen wirklich eine Verschärfung der Auswirkungen verhindern.